# Forças Armadas da Jordânia
A Real Forças Armadas da Jordânia (القوات المسلحة الأردنية), também referido internamente como Exército Árabe (الجيش العربي), é a principal força de combate e defesa da Jordânia. No país, o rei é o comandante em chefe. É considerado uma das forças militares mais avançadas e profissionais da região, bem treinada e organizada, apesar de sofrer com falta de peças de reposição. Nas últimas décadas, seu principal financiador é o governo dos Estados Unidos.

## Galeria de fotos

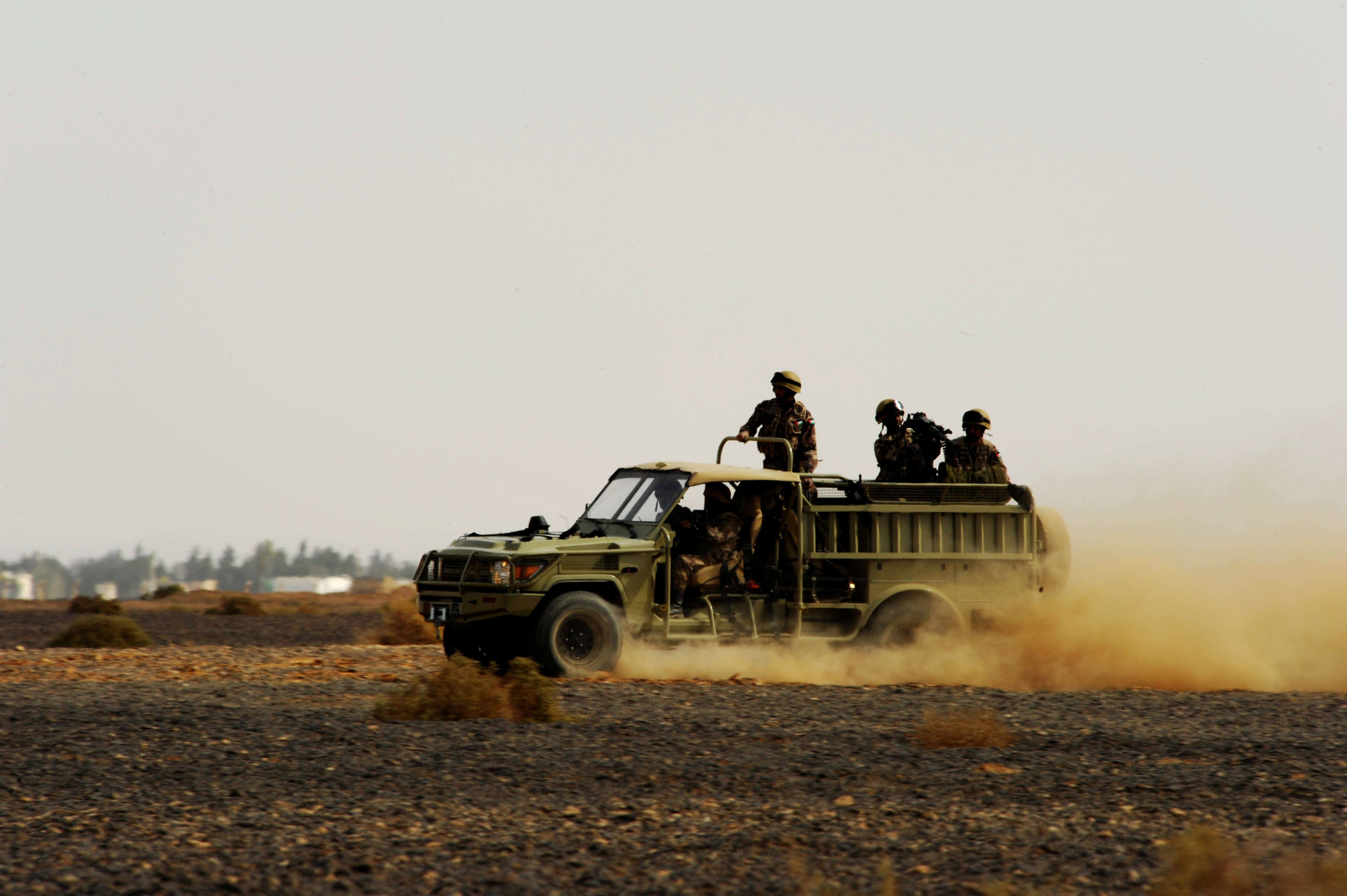
Militares das forças especiais jordanianas.
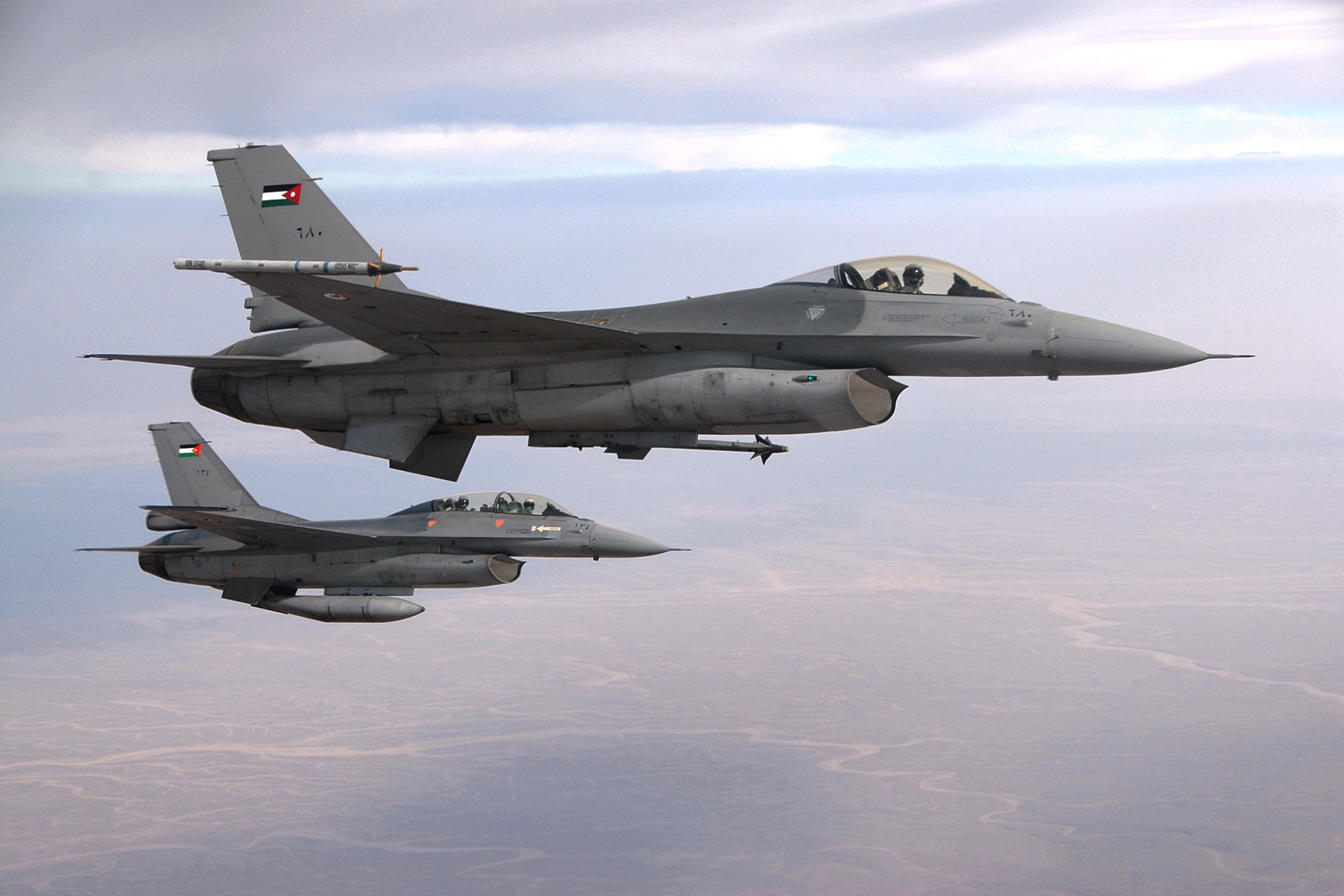
Caças F-16 da força aérea jordaniana.
Tropas jordanianas.
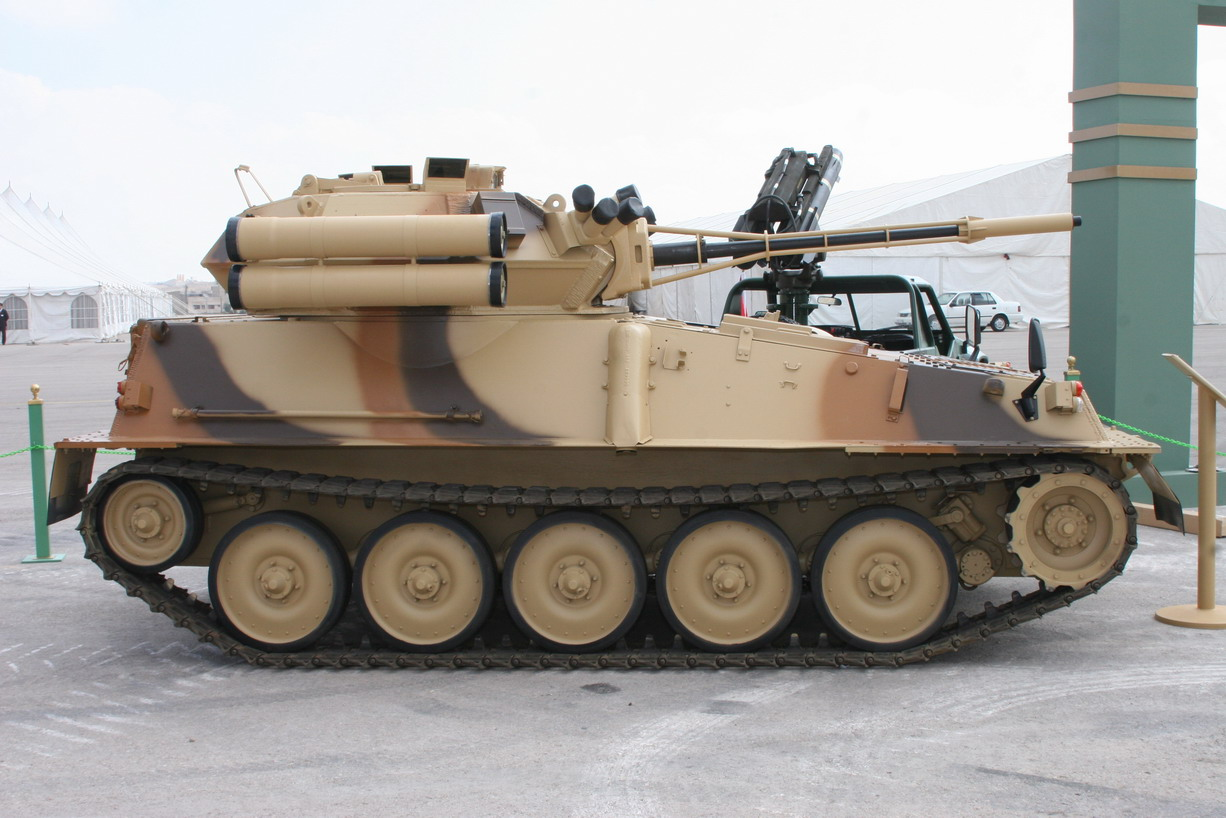
Um blindado FV107 Scimitar da infantaria da Jordânia.